# ایرینا شیلووا
ایرینا شیلووا (انگلیسی: Irina Shilova؛ زادهٔ ۲۲ فوریهٔ ۱۹۶۰) تیرانداز بلاروسی‌تبار اهل شوروی بود.